# Arabis mongolica
Arabis mongolica är en korsblommig växtart som beskrevs av Viktor Petrovitj Botjantsev. Arabis mongolica ingår i släktet travar, och familjen korsblommiga växter. Inga underarter finns listade i Catalogue of Life.